# Algot Strömsholm

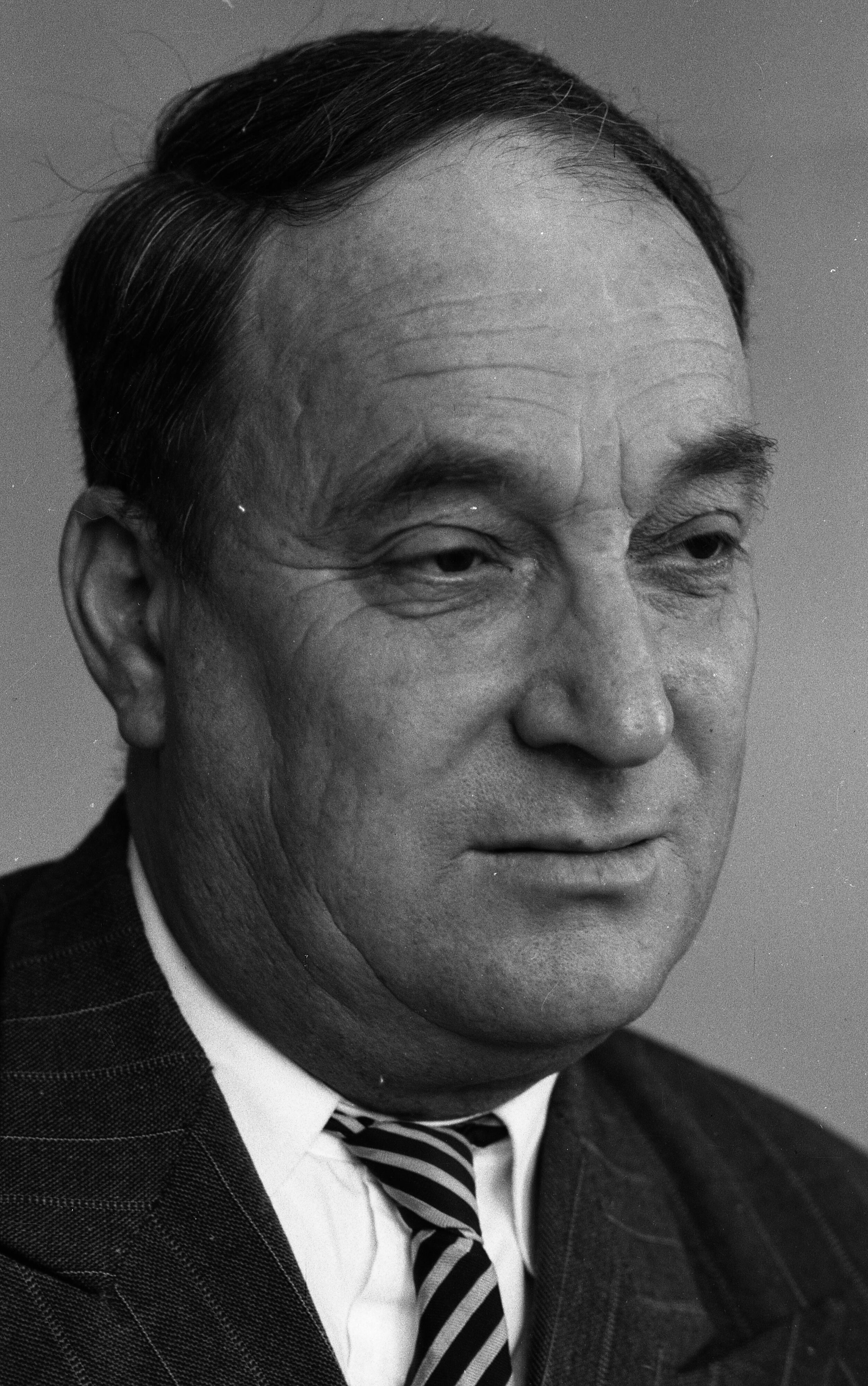
Algot Strömsholm år 1961.

Algot Strömsholm, född 3 juli 1905 i Vasa, död där 24 november 1988, var en finländsk socialarbetare och skriftställare. Han var far till journalisten Gustav Strömsholm.
Strömsholm var en förgrundsgestalt inom kristligt och socialt arbete i Vasa. Han engagerade sig i nykterhetsarbetet och i arbetet till förmån för de dövstumma, bland annat arrangerade han de första kyrkliga dövstumsdagarna i landet. Som pensionär ordnade han omfattande insamlingar till förmån för de svältande i u-länderna.
Strömsholm representerade Svenska folkpartiet i Vasa stadsfullmäktige i nästan ett kvartssekel och gav mellan åren 1972 och 1980 ut fem böcker som fann en stor läsekrets, med titlar som Algot berättar (1972) och Livstråden (1979).